# Acochlidiacea
Acochlidiacea es un clado taxonómico de caracoles marinos, y babosas marinas y de agua dulce, en el clado Heterobranchia. Acochlidia es una variante ortográfica.

## Taxonomía

### 2005
El rango taxonómico (subórdenes de superfamilias, superfamilias a las familias) se organiza de la siguiente manera:
- Superfamilia Acochlidioidea
  - Familia Acochlidiidae
- Superfamilia Hedylopsoidea
  - Familia Hedylopsidae
  - Familia Ganitidae
  - Familia Livorniellidae
  - Familia Minicheviellidae
  - Familia Parhedylidae
  - Familia Tantulidae
- Superfamilia Palliohedyloidea
  - Familia Palliohedylidae
- Superfamilia Strubellioidea
  - Familia Strubelliidae
  - Familia Pseudunelidae

### 2010
Un primer análisis cladístico de su filogenia ha sido establecido por Schrödl y Neusser (2010), pero la identidad de su grupo hermano seguía siendo incierta. Basándose en la morfología de los análisis de los Schrödl y Neusser, se ha demostrado que Acochlidia se agrupa con otros taxones que viven en los espacios intersticiales de las arenas marinas, es decir, Platyhedyle, Rhodope Philinoglossa o Filina exigua.
Schrödl & Neusser (2010) han dividido en dos clados divididos en seis familias de esta manera:
Hedylopsacea
- Acochlidiidae: Acochlidium, Palliohedyle, incluido Strubellia
- Pseudunelidae: con el único género Pseudunela
- Hedylopsidae: con el único género Hedylopsis
- Tantulidae: con la única especie Tantulum elegans

Microhedylacea
- Asperspinidae: con el único género Asperspina – sinonimia menor: Minicheviellidae
- Microhedylidae s.l.: Pontohedyle, Parhedyle, Microhedyle – incluido Ganitidae: Ganitus y Paraganitus. La inclusión de Ganitidae en Microhedylidae requiere más investigación y mayor apoyo estadístico.

## Especies
1. Hedylopsis spiculifera (Kowalevsky, 1901) (Hedylopsidae)
2. Hedylopsis ballantinei Sommerfeldt & Schrödl, 2005 (Hedylopsidae)
3. Pseudunela cornuta (Challis, 1970) (Pseudunelidae) – marinas y salobres temporal
4. Pseudunela eirene Wawra, 1988 (Pseudunelidae) – marina
5. Pseudunela espiritusanta Neusser & Schrödl, 2009 (Pseudunelidae) – en agua salobre
6. Pseudunela marteli Neusser, Jörger & Schrödl, 2011 (Pseudunelidae) – marina
7. Pseudunela viatoris Neusser, Jörger & Schrödl, 2011 (Pseudunelidae) – marina
8. Aiteng ater Swennen & Buatip, 2009 (Aitengidae) – marina (y salobre)
9. undescribed species Aiteng mysticus from Japan (Aitengidae)
10. Strubellia paradoxa (Strubell, 1892) (Acochlidiidae) – de agua dulce
11. Acochlidium amboinense (Strubell, 1892) (Acochlidiidae) – de agua dulce
12. Acochlidium bayerfehlmanni Wawra, 1980 (Acochlidiidae) – de agua dulce
13. Acochlidium fijiiensis Haynes & Kenchington, 1991 (Acochlidiidae) – de agua dulce
14. Palliohedyle sutteri (Wawra, 1979) (Acochlidiidae) – de agua dulce
15. Palliohedyle weberi (Bergh, 1895) (Acochlidiidae) – en agua salobre
16. Tantulum elegans Rankin, 1979 (Tantulidae) – de agua dulce
17. Asperspina brambelli (Swedmark, 1968) (Asperspinidae)
18. Asperspina murmanica (Kudinskaya & Minichev, 1978) (Asperspinidae)
19. Asperspina rhopalotecta Salvini-Plawen, 1973 (Asperspinidae)
20. Asperspina loricata (Swedmark, 1968) (Asperspinidae)
21. Asperspina riseri (Morse, 1976) (Asperspinidae)
22. Microhedyle glandulifera (Kowalevsky, 1901) (Microhedylidae)
23. Microhedyle nahantensis (Doe, 1974) (Microhedylidae)
24. Microhedyle odhneri (Ev. Marcus & Er. Marcus, 1955) (Microhedylidae)
25. Microhedyle remanei (Er. Marcus, 1953) (Microhedylidae)
26. Ganitus evelinae Marcus, 1953 (Microhedylidae s.l. / Ganitidae)
27. Paraganitus ellynnae Challis, 1968 (Microhedylidae s.l. / Ganitidae)
28. Parhedyle cryptophthalma (Westheide & Wawra, 1974) (Microhedylidae)
29. Parhedyle tyrtowii (Kowalevsky, 1900) (Microhedylidae)
30. Parhedyle gerlachi (Ev. Marcus & Er. Marcus, 1959) (Microhedylidae)
31. Pontohedyle milaschewitchii (Kowalevsky, 1901) (Microhedylidae)
32. Pontohedyle verrucosa (Challis, 1970) (Microhedylidae)